# Gjortsche Petrow

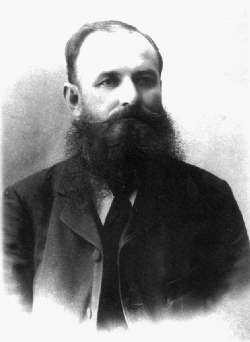
Gjortsche Petrow

Georgi Nikolow Petrow, genannt Gjortsche Petrow (auch Georgi bzw. Gjorče Petrov geschrieben; bulgarisch Георги Николов Петров bzw. Гьорче Петров; * 2. April 1865 in Varoš bei Prilep, damals Osmanisches Reich, heute in Nordmazedonien; † 28. Juni 1921 in Sofia, Königreich Bulgarien) war ein bulgarisch-makedonischer Lehrer und Revolutionär sowie führendes Mitglied der Inneren Makedonisch-Adrianopeler Revolutionären Organisation (IMARO). In seiner Jugend war Petrow an der Vereinigung Bulgariens und dem darauffolgenden Serbisch-Bulgarischen Krieg beteiligt. Nach der Gründung der IMARO war er deren Repräsentant in Sofia, der Hauptstadt des damaligen Königreichs Bulgarien. In dieser Funktion war er auch Mitglied des Obersten Makedonien-Adrianopel-Komitees und beteiligte sich an dessen Leitungsgremium. Während der Balkankriege meldete sich Petrow freiwillig in der bulgarischen Armee und engagierte sich während des Ersten Weltkriegs für die bulgarischen Besatzungsbehörden in Serbien und Griechenland. Anschließend engagierte er sich in der bulgarischen Politik, wurde jedoch schließlich von der rivalisierenden rechten IMRO-Fraktion getötet.

## Leben
Gjortsche Petrow wurde 1865 im osmanischen Dorf Varoš, heute Teil von Prilep, geboren. Sein Vater Petre war Lehrer und stammte aus dem nahen Trojaci. Gjortsche besuchte die bulgarische Schule vor Ort. Unter seinen Lehrern waren Josif Kowatschew und Nikola Enitscherew. Als die Aufnahme in das Sofioter Knabengymnasium durch ein Stipendium scheiterte, besuchte Petrow zunächst das Bulgarische Progymnasium in Bitola, die bulgarische Schule in Prilep und das 1880 in Thessaloniki gegründete Bulgarische Männergymnasium. Als er die Leitung des Gymnasiums öffentlich in der Schulzeitung kritisierte, wurde er des Gymnasiums verwiesen. Petrow zog daraufhin in die ostrumelische Hauptstadt Plowdiw, um seine Ausbildung zu beenden. In Plowdiw angekommen, schloss er sich dem Bulgarischen geheimen revolutionären Zentralkomitee (kurz BGRZK) an, aus dem die spätere IMARO hervorging, welche die Befreiung der bulgarischen Gebiete in ehemaligen Eyâlet Rumelien (Ostrumelien in Trakien und Westrumelien in Makedonien) als Ziel hatte (siehe Vereinigung Bulgariens mit Ostrumelien).
Im Juni 1885 schloss Gjortsche Petrow seine schulische Ausbildung am Plowdiwer Realgymnasium ab. Im selben Jahr meldete er sich während des Serbisch-Bulgarischen Krieges als Freiwilliger in der bulgarischen Armee. Er kehrte ins osmanische Makedonien zurück und wurde daraufhin Lehrer für bulgarische Sprache und Geographie an der bulgarischen Schule in Skopje (1885–1888), danach am bulgarische Progymnasium in Bitola (1888–1895), wo er auch den späteren Diplomaten Simeon Radew unterrichtete, und am Männergymnasium von Thessaloniki (1895–1897). Zu dieser Zeit wurden die Lehrer der bulgarischen Schulen im Osmanischen Reich von der bulgarischen Kirche ernannt. Als Lehrer in Makedonien warb er unter der bulgarischen Bevölkerung vor Ort für die Unterstützung der IMARO und einen zukünftigen Aufstand.
1896 publizierte Petrow in Sofia eine ethnographische Studie über die Bevölkerung Makedoniens (bulgarisch Материали по изучаванието на Македония), die seiner Beschreibung nach aus Bulgaren, Türken, Albanern, Walachen (Aromunen und Meglenorumänen), Juden und Zigeunern besteht. Die Publikation war ein großer Erfolg und er wurde vom bulgarischen Kriegsminister Ratscho Petrow für ein Kartographie-Studium mit Staatsstipendium in Westeuropa nominiert. Petrow schlug das Stipendium aus und schloss sich der revolutionären Bewegung in Makedonien an, wo er noch im selben Jahr am Thessaloniki-Kongress der IMARO teilnahm. Auf dem Kongress wurde er im Zentralkomitee der IMARO gewählt und neben Goze Deltschew zum Auslandsvertreter der IMARO in Bulgarien. Zudem verfasste er im selben Jahr mit Goze Deltschew die neuen Satzungen und Regeln der IMARO. Im nächsten Jahr, 1897 unternahm Petrow gemeinsam mit Boris Sarafow eine Reise nach Rumänien und Bessarabien um unter den bulgarischen Kaufleuten dort Finanzhilfen für die Organisation zu beschaffen.
1898 besuchte Gjortsche Petrow das Oberhaupt der bulgarischen Kirche Josef I. in der osmanischen Hauptstadt Istanbul, um für eine bessere Zusammenarbeit zu werben. Zwischen 1898 und 1899 gab Petrow in Sofia, unterstützt von Christo Schaldew, die Zeitung Buntownik (Бунтовникъ) heraus. Laut seinen Erinnerungen hatte sie 11 Ausgaben.
Während des Ilinden-Preobraschenie-Aufstandes, organisiert von der IMARO im Jahr 1903, war er Anführer (Wojwoda) einer größeren Einheit (Tscheta) der Aufständischen. Als der Aufstand scheiterte, kehrte Petrow nach Bulgarien zurück. Auf dem Rila-Kongress der IMARO von 1905, der erste nach dem gescheiterten Aufstand, vertrat er die Positionen des linken Flügels um Jane Sandanski, das als oberstes Ziel der IMARO die Gründung einer Balkanföderation anstatt der Vereinigung mit Bulgarien zur verfolgen sei. Damit geriet er mit dem rechten Flügel der IMARO in Konflikt. Auf dem Kongress wurde er neben Petar Poparsow und Dimitar Stefanow zu einem Vertreter der Organisation in Bulgarien gewählt. Auf dieser Position musste er die Ermordung von Boris Sarafow, Iwan Garwanow und Michael Daew durch Todor Paniza, entsprechend dem 1906 gefassten Beschluss der Gruppe um Jane Sandanski, hinnehmen. Im März 1908, auf dem Kjustendil-Kongress der IMARO, wurde Petrow seiner Funktion enthoben. Nach der Revolution der Jungtürken im Juli 1908 kehrte Gjortsche Petrow nach Thessaloniki zurück, wo er gemeinsam mit Anton Straschimirow die Zeitschrift Kulturelle Einheit (Културно единство) publizierte.
In den Balkankriegen 1912/13 nahm Petrow als Freiwilliger des Fünften Adrianopel-Bataillons der Bulgarischen Makedonisch-Adrianopeler Landwehr teil. Während des Ersten Weltkrieges war Petrow zunächst Vorsitzender der bulgarischen Kommission zur Verwaltung der Region Bitola und später Bürgermeister von Drama.
Nach dem Ende des Ersten Weltkriegs pflegte Gjortsche Petrow enge Beziehungen zur neuen Regierung der agrarischen Partei Bulgarischer Bauernvolksbund (BSNS) und Ministerpräsidenten Aleksandar Stambolijski, insbesondere zu Kriegsminister Aleksandar Dimitrow und einigen anderen prominenten Agrarführern, mit denen er die linksgerichtete Makedonische Föderative Organisation gründete. Der Bulgarische Bauernvolksbund (BSNS) lehnte eine territoriale Expansion Bulgariens ab und strebte die Bildung einer Balkanföderation von Agrarstaaten an, eine Politik, die mit einer Entspannungspolitik mit dem Königreich Jugoslawien begann. Infolgedessen wurde Petrow vom Innenministerium zum Leiter der bulgarischen Flüchtlingskommission ernannt (siehe Makedonische Bulgaren und Thrakische Bulgaren). Anschließend musste sich Petrow mit dem Problem der bulgarischen Flüchtlinge befassen, die Jugoslawien und Griechenland verlassen mussten, und zog sich damit den Hass der rechten Fraktionsführer der neu gegründeten Inneren Makedonischen Revolutionären Organisation (IMRO) zu. Einer der Gründe dafür war der offene Kampf der IMRO mit der Regierung des Bulgarischen Bauernvolksbunds, andererseits das Zusammenspiel der verschiedenen Flüchtlingsorganisationen und der Versuch der IMRO, diese zu übernehmen.

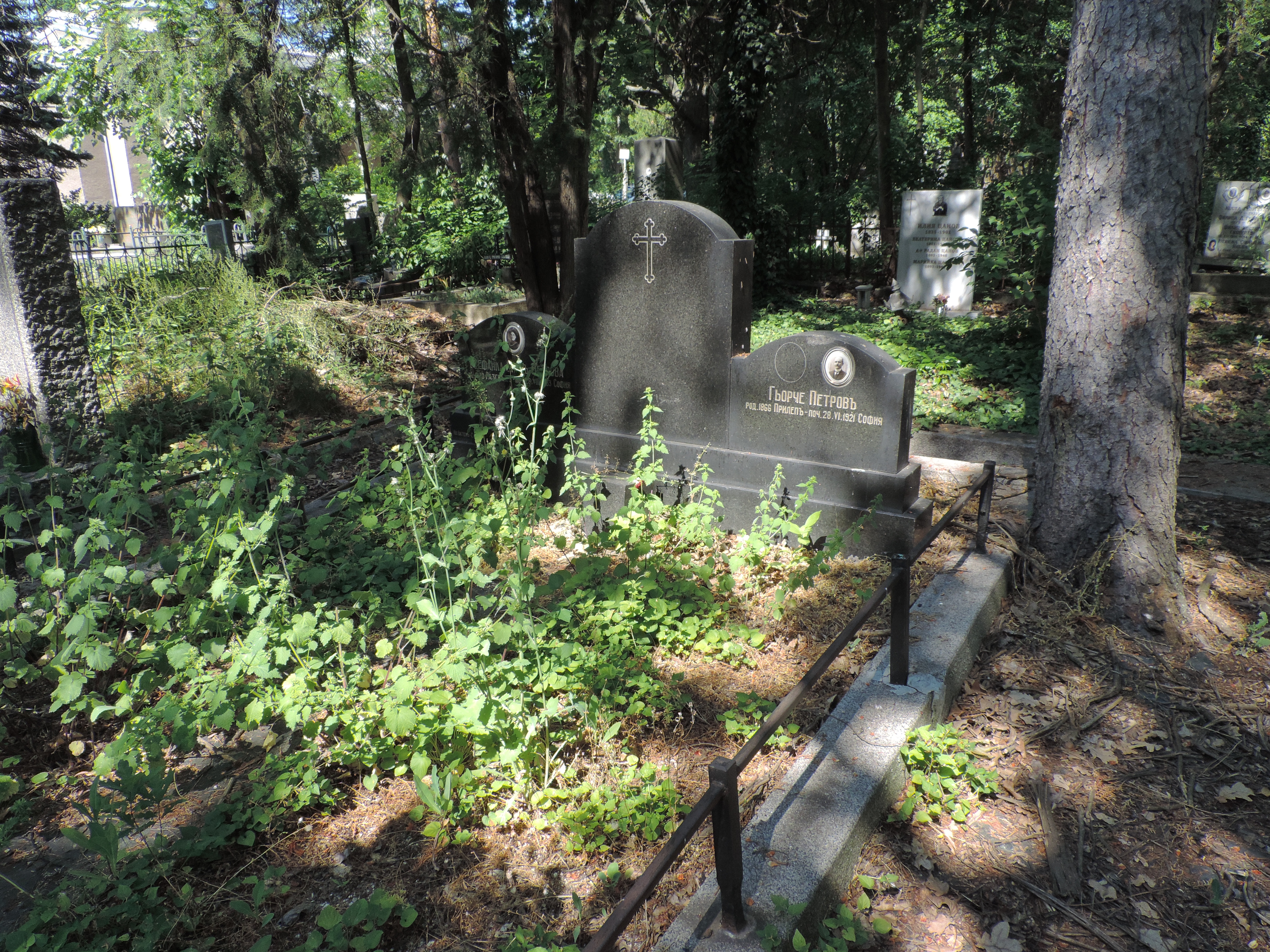
Das Grab von Gjortsche Petrow im Sofioter Zentralfriedhof

Aufgrund von Meinungsverschiedenheiten darüber, ob ein mögliches autonomes Makedonien gemeinsam mit Bulgarien in Richtung Großjugoslawien oder, wie die rechtsgerichteten IMRO-Führer bestanden, in Richtung Großbulgarien gelenkt werden sollte, wurde er schließlich im Juni 1921 auf Befehl von Todor Alexandrow in Sofia von einem IMRO-Attentäter getötet. Die Ermordung von Gjortsche Petrow komplizierte die Beziehungen zwischen der IMRO und der bulgarischen Regierung und führte zu erheblichen Meinungsverschiedenheiten innerhalb der makedonischen Bewegung. Er wurde auf dem Sofioter Zentralfriedhof beigesetzt.
1927 wurden die Erinnerungen von Gjortsche Petrow posthum in Sofia durch Ljubomir Miletitsch herausgegeben.
Wegen seiner Teilnahme am Ilinden-Preobraschenie-Aufstand wird er heute in Nordmazedonien als mazedonischer Revolutionär verehrt. Eine der Gemeinden der nordmazedonischen Hauptstadt Skopje sowie ein zentraler Boulevard wurden dort nach ihm benannt.